# Manhattan Theatre
Il Manhattan Theatre era un teatro che si trovava al numero 102 Ovest della trentatreesima strada a Midtown Manhattan, New York. Il teatro, che aveva una capienza di 1.100 posti, fu aperto nel 1875 sotto il nome di Eagle Theatre, e ribattezzato Standard Theatre nel 1878. Dopo essere stato quasi distrutto da un incendio nel 1883, fu ricostruito in uno stile più moderno, per essere riaperto nel dicembre 1884. Nel 1898, lo Standard fu poi ristrutturato dall'architetto Howard Constable e ribattezzato Manhattan Theatre. Fu infine demolito nel 1909, a beneficio della costruzione di una filiale dei grandi magazzini Gimbels.

## I primi decenni

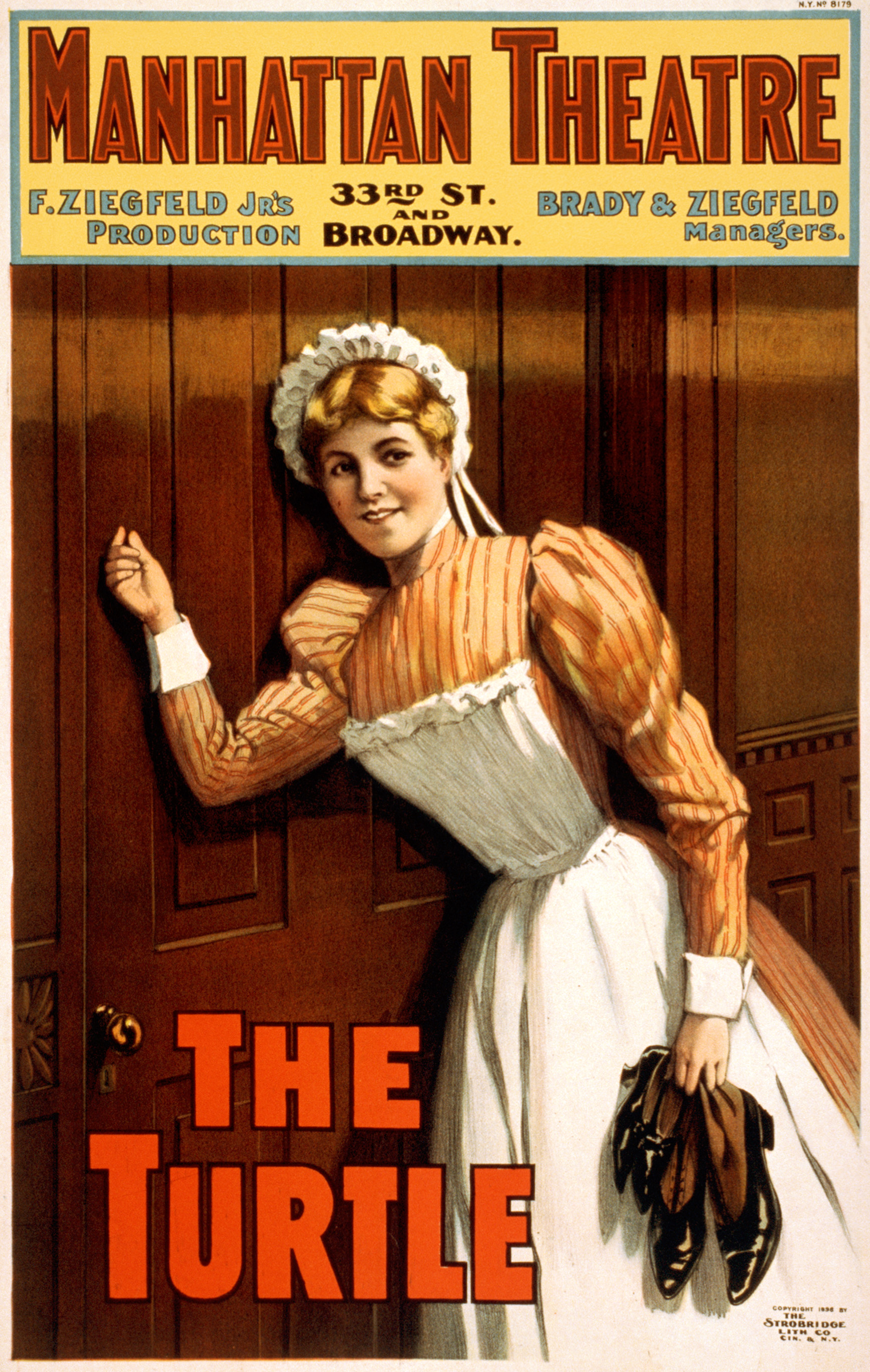
Poster che raffigura Sadie Martinot nella produzione di The Turtle, di William Brady e Florenz Ziegfeld (1898)

Durante i suoi primi vent'anni di vita, il teatro ospitò molte delle migliori opere teatrali e musicali dell'epoca, comprese numerose prime americane ufficiali delle opere di Gilbert e Sullivan (spesso interpretate da Geraldine Ulmar, Fred Billington, George Thorne e Courtice Pounds) negli anni 1880. Altri artisti del palcoscenico del tempo degni di nota includono Marie Fedor, Emily Stevens e Tyrone Power Sr.  La Patience di Gilbert e Sullivan, in particolare,  fu lo spettacolo teatrale di maggior successo commerciale degli anni '80 dell'Ottocento, con 177 spettacoli tra il 1881 e il 1882 e un incasso totale di 100.000 dollari. Charlie's Aunt, altra opera teatrale degna di nota, ebbe il debutto teatrale nel 1893.
Nel 1898, William Brady e Florenz Ziegfeld rilevarono il teatro, ribattezzandolo Manhattan Theatre. Tra gli avvenimenti più degni di nota nella storia del teatro, fu la prima mondiale di Agonia sui ghiacci, opera teatrale melodrammatica scritta da Lottie Blair Parker, che si rivelò essere uno dei più grandi successi teatrali americani a cavallo della fine del XIX secolo e inizio del XX. Inaugurato il 7 febbraio 1898, lo spettacolo ebbe 152 rappresentazioni, l'ultima delle quali ebbe luogo nel giugno 1898. Tra le altre rappresentazioni vi era Lover's Lane, spettacolo del 1901 sulla vita rurale, con Lillian Lee nel ruolo della signora Jennings.

## L'epoca Fiske

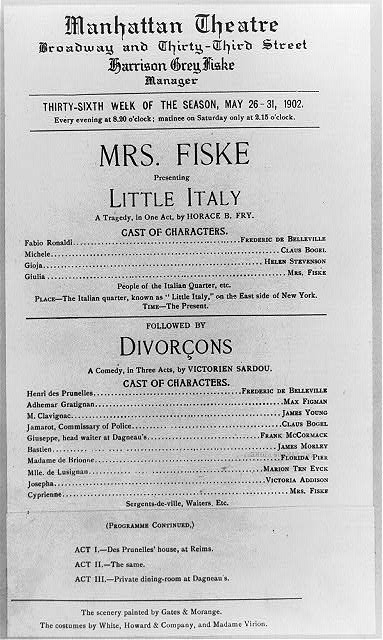
Locandina di Fiske del 1902 per gli spettacoli Little Italy e Divorçons

Il Manhattan Theatre venne utilizzato frequentemente da Minnie Maddern Fiske (o, più comunemente, Mrs. Fiske), una delle attrici più famose del 1890 e dell'inizio del 1900, celebre per le sue interpretazioni delle opere di Ibsen.  Fiske, inoltre, si occupò spesso della gestione e della direzione degli spettacoli. Fra le numerose interpretazioni dell'attrice è di particolare rilievo il suo ruolo come protagonista in Miranda of the Balcony, un'opera teatrale scritta da Anne Crawford Flexner e basata sul romanzo di A. E. W. Mason. Prodotto al Manhattan Theatre, il 24 settembre 1901, includeva tra gli attori principali Mrs. Fiske, JE Dodson, Emily Stevens, Max Figman, Frank McCormack, Bessie Harris e Mary Maddern. Fu diretto dalla stessa Fiske e da Max Figman. La recensione del The New York Times, la sera dell'inaugurazione, dichiara: «La scorsa notte ha avuto luogo l'inaugurazione del Manhattan Theatre, sotto la direzione di Harrison Grey Fiske, e per la prima volta sul palcoscenico ha debuttato un nuovo dramma intitolato " Miranda of the Balcony". L'occasione potrebbe rivelarsi significativa: il nuovo manager ha definito la sua linea di condotta, e tale definizione è interessante.»
Sotto la direzione di Harrison Gray Fiske, regolarmente assistita dalla moglie, il Manhattan Theatre visse i suoi anni più produttivi. A partire da Miranda del balcone, il teatro ha prodotto molti grandi drammi. In Miranda of the Balcony, Emily Stevens ha interpretato la parte di Lady Ethel Mickleham, mentre Mrs. Fiske interpretò Miranda Warriner, un ruolo per il quale venne elogiata per la sua interpretazione del personaggio principale. Nel novembre 1901, la compagnia di Fiske mise in scena The Unwelcome Mrs.Hatch. La paternità dell'opera si dice risalga o a Constance Cary Harrison o a David Belasco; il perno della storia sono le vicende di una donna diventata un'emarginata sociale a causa di problemi coniugali. Emily Stevens interpretò il ruolo di Gladys Lorimer.
Nel maggio 1902, Fiske mise in scena un revival teatrale di Tess dei d'Urberville. Una particolare produzione dello spettacolo, messo in scena per la prima volta nel 1897, contava tra gli attori Emily Stevens. Costei divenne un membro permanente della compagnia di Mrs. Fiske nel 1904, dopo tre stagioni sul palco. Interpretò il ruolo di Miriam per tutte le 105 rappresentazioni di Maria di Magdala di quell'anno. Nella stessa produzione, scritta da William Winter, Tyrone Power Senior interpretò il ruolo di Giuda Iscariota. Documenti contrastanti affermano che questa produzione fu messa in scena o nel novembre 1902 o nel 1904.
Nel settembre 1904 debuttò al Manhattan Theatre Becky Sharp, commedia in quattro atti basata su Vanity Fair, ⁣di William Makepeace Thackery, ⁣ e scritta da Langdon Mitchell. Mrs. Fiske e la Manhattan Company lo presentarono al pubblico con Stevens e George Arliss nel ruolo dei protagonisti. Nel novembre dello stesso anno fu messo in scena un revival di Hedda Gabler, ⁣di Henrik Ibsen, ⁣con Fiske nel ruolo della protagonista ed Emily Stevens nel ruolo di Berta. L'opera tenne banco per un'intera settimana, con una partecipazione quasi eccessiva da parte del pubblico per ogni spettacolo. Nel dicembre 1904, il Manhattan Theatre presentò la commedia Leah Kleschna, incentrata sulla vita della figlia di un ladro, di CMS McLellan (nome d'arte di Hugh Morton): quest'ultima era stata scritta appositamente per la Fiske, e costituiva il primo ruolo originale interpretato dall'attrice in due anni. Gli attori principali includevano Stevens, George Arliss, John Mason e Marie Fedor. Nel 1905, il Manhattan produsse The Proud Laird, una commedia di Charles Cartwright e Cosmo Hamilton. Il cast era formato da Robert Loraine, Hubert Hassard-Short, JH Bunny, Sydney Smith, Ida Vernon e Dorothy Donnelly. Venne diretto da Harrison Gray Fiske, il marito di Mrs. Fiske.
I Fiske gestirono il Manhattan Theatre per otto anni fino al 1907, quando il teatro passò al vaudeville e al cinema.

## Gli ultimi anni

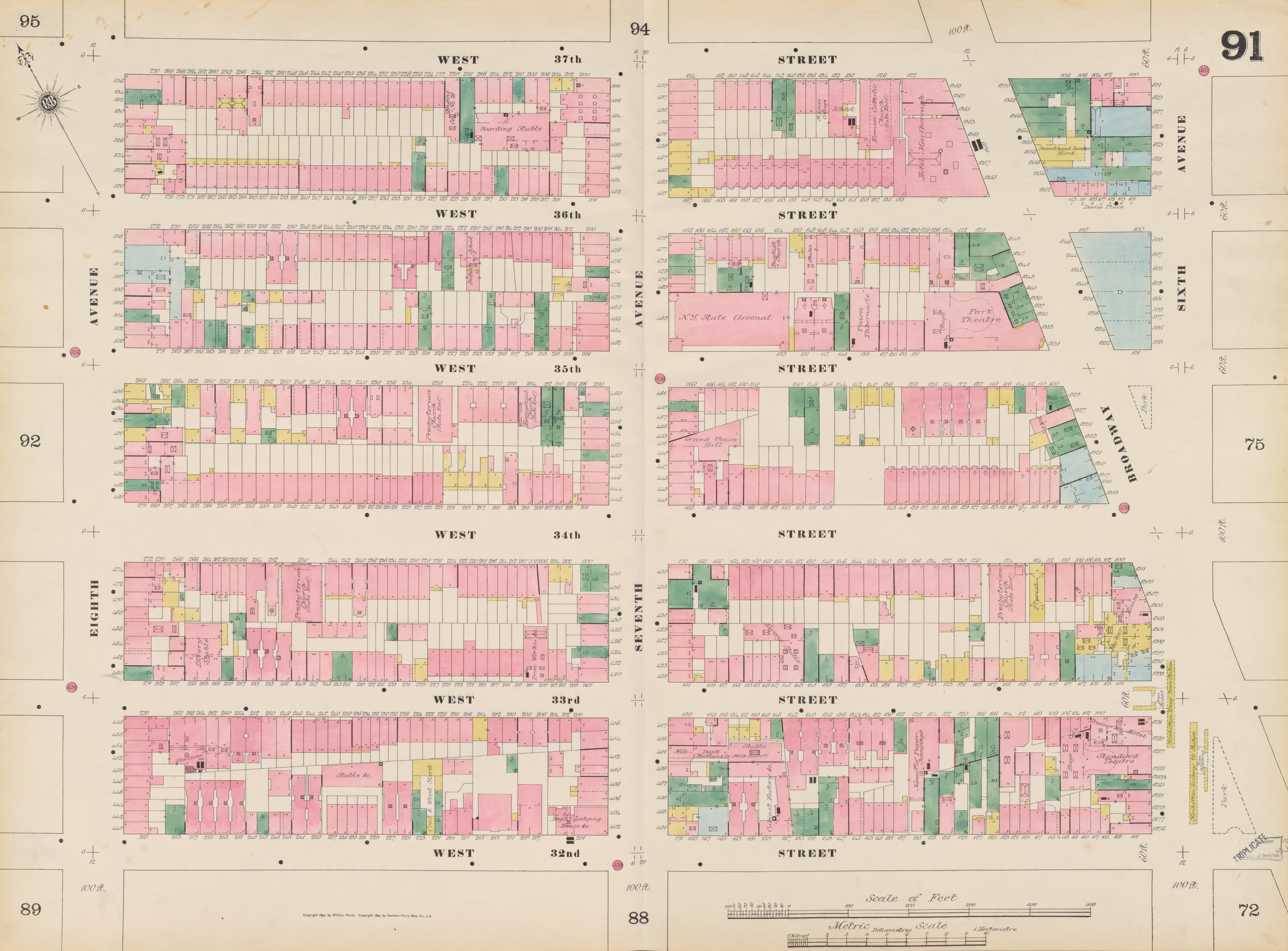
Lo Standard Theatre in una mappa del 1890

Nel 1907 il Manhattan Theatre non era più richiesto come teatro, quindi il nuovo proprietario, Willaim Gane, lo dedicò alla proiezione di film. Il teatro aveva un solo schermo e, per giustificare la tassa di ammissione (10 centesimi), ai programmi furono aggiunti diversi spettacoli in stile vaudeville. Secondo quanto riferito, questa era la prima volta che un teatro di New York pubblicizzava film come la propria attrazione principale. In precedenza, i film erano trasmessi prevalentemente come supplemento agli spettacoli vaudeville.
Nel 1909 il teatro fu demolito per far posto al grande magazzino Gimbels; una struttura che esiste ancora oggi, sebbene sia stata trasformata in un centro commerciale.